# Fallout Shelter
Fallout Shelter est un jeu vidéo mobile free-to-play développé par Bethesda Game Studios, en collaboration avec Behaviour Interactive, et publié par Bethesda Softworks sur iOS le 14 juin 2015, sur Android le 13 août 2015, sur Xbox One et Windows 10 en février 2017, ainsi que sur PlayStation 4 et Nintendo Switch le 10 juin 2018.

## Système de jeu
Fallout Shelter est un jeu dans lequel le joueur incarne un bâtisseur, superviseur d'abri anti-atomique dans l’univers post-apocalyptique de Fallout. L'objectif du joueur est infini : il est d’accueillir un nombre maximal d'habitants qui veulent se réfugier dans l'abri souterrain. Le jeu a deux aspects : la gestion globale de l'abri (macro-gestion) et la gestion individuelle, salle par salle, habitant par habitant (micro-gestion).
À l'échelle macro, l'abri se scinde en plusieurs pièces, qui ont un rôle prédéfini (production d'eau, d'électricité, de nourriture, salle de repos…). Le joueur choisit de disposer ses pièces comme il le souhaite en les reliant avec des ascenseurs, et il a aussi le choix d'augmenter la taille de ses pièces, ce qui permet d'être plus efficace et de faire travailler plus d'habitants.
À l'échelle micro, le joueur assigne les habitants dans l'abri à différentes tâches, pour la génération d'énergie, de ressources, ou pour développer l'abri et survivre. Chaque habitant est plus efficace en fonction de ses statistiques propres (S.P.E.C.I.A.L.), qui peuvent être augmentées pour se spécialiser dans une tâche précise. De plus, le joueur peut aussi choisir de produire instantanément (faire un rush), en contrepartie il a une chance de subir des incendies ou autres incidents, invasions notamment. Il a aussi le choix d'envoyer des habitants en exploration à l'extérieur de l'abri pour les voir revenir avec des objets utiles, des crédits et gagner en expérience.

## Développement
En 2009, dans un entretien, Todd Howard a déclaré que l'univers de Fallout était assez unique pour qu'il soit adapté a d'autres plateformes, et il a révélé que plusieurs concepts d'un jeu iOS Fallout ont été proposés et rejetés. Le vice-président de Bethesda, Peter Hines, a indiqué que Fallout Shelter s'inspirait de jeux précédents tels que Little Computer People, Progress Quest, X-COM, SimCity, et FTL: Faster Than Light.
Fallout Shelter a été annoncé par Bethesda lors de sa conférence de presse à l'E3 le 14 juin 2015. Il a été annoncé que le jeu serait un titre free-to-play qui serait publié la nuit de la conférence,.
Pete Hines, vice-président de Bethesda, a annoncé le 15 juin que la version Android était en développement et serait publiée à une date ultérieure. Le jeu est sorti pour les appareils Android le 13 août 2015.

## Accueil

### Critique
Le jeu fut très agréablement reçu par le public pour son originalité et sa qualité .

### Ventes
En septembre 2017, le jeu avait été téléchargé plus de 100 millions de fois.